# Psilotris boehlkei
Psilotris boehlkei es una especie de peces de la familia de los Gobiidae en el orden de los Perciformes.

## Morfología
Los machos pueden llegar a alcanzar los 2,7 cm de longitud total.

## Hábitat
Es un pez de Mar y, de clima tropical y demersal que vive entre  0-20 m de profundidad. 

## Distribución geográfica
Se encuentra en el Atlántico occidental: las Pequeñas Antillas. 

## Observaciones
Es inofensivo para los humanos. 